# Centrum diverzity druhu
Centrum diverzity druhu je oblast původního rozšíření druhu, kde přežívají jeho původní populace.
Centrum diverzity druhu je důležitý pojem, který se používá u zejména u kulturních rostlin pěstovaných v zemědělství. Tyto kulturní rostliny jsou už z hlediska logiky zacházení s nimi dosti uniformní, protože se při jejich výsevu silně uplatňuje efekt hrdla lahve, ještě umocněný vysokým stupněm selekce ze strany šlechtitelů. Ještě horší je situace u GMO, jejichž jednotlivé odrůdy mnohdy představují soubor jednoho nebo několika klonů). Proto je nezbytně důležité mít podchycena centra jejich původního výskytu, která obsahují geneticky mnohem variabilnější populace divoce rostoucích jedinců a představují jakousi genetickou banku, kam je možné v případě potřeby sáhnout.
Potřeba může nastat například ve chvíli, kdy se objeví choroba, na kterou budou citlivé všechny pěstované odrůdy. Pak je vždy ještě možnost sáhnout mezi divoce rostoucí předky, nalézt odolné jedince tam (pravděpodobnost, že by nebyl ani tam je velmi malá, tedy pokud jde o populaci dostatečně velkou a zachovalou) a tohoto odolného předka zkombinovat s kulturní výnosnou odrůdou.
Bohužel stav center diverzity mnoha klíčových druhů je mnohdy úděsný a v některých případech už stojí na pokraji zániku, nebo zcela zanikla.